# مانوئل سوانه
مانوئل سوانه (انگلیسی: Manuel Seoane؛ زاده ۱۹ مارس ۱۹۰۲ درگذشته ۲۱ اوت ۱۹۷۵) یک بازیکن فوتبال اهل آرژانتین بود.